# Sauvignon
Le sauvignon B (ou sauvignon blanc) est un cépage de vigne (Vitis vinifera) français, très répandu en France, aux États-Unis, au Chili, en Afrique du Sud, en Australie et en Nouvelle-Zélande. Il existe une variante à grains roses, le sauvignon gris G. Il présente les mêmes caractères. Les différences mineures concernent une meilleure aptitude à la production de vins moelleux ou liquoreux.
Les vins jeunes de sauvignon blanc ont un arôme caractéristique, assez distinct de celui des autres cépages, dont les principaux descripteurs sont le genêt, le buis, le bourgeon de cassis, le pamplemousse, le fruit de la passion et, dans certains cas, la fumée, la viande rôtie ou encore la pierre à fusil,,.
Les arômes du sauvignon résultent de la présence de molécules fortement odorantes, des thiols volatils. Ceux-ci sont présents sous forme de traces dans le moût et se concentrent au cours de la fermentation alcoolique. C'est sous l'action de la levure (Saccharomyces cerevisiae) que les thiols volatils sont libérés à partir de précurseurs non volatils dont les structures ont été identifiées à des S-conjugués à la cystéine.
Le cabernet sauvignon, cépage noir très réputé pour entrer dans la composition des vins de Bordeaux, est issu du croisement de cabernet franc et du sauvignon.

## Origine du sauvignon

### Historique

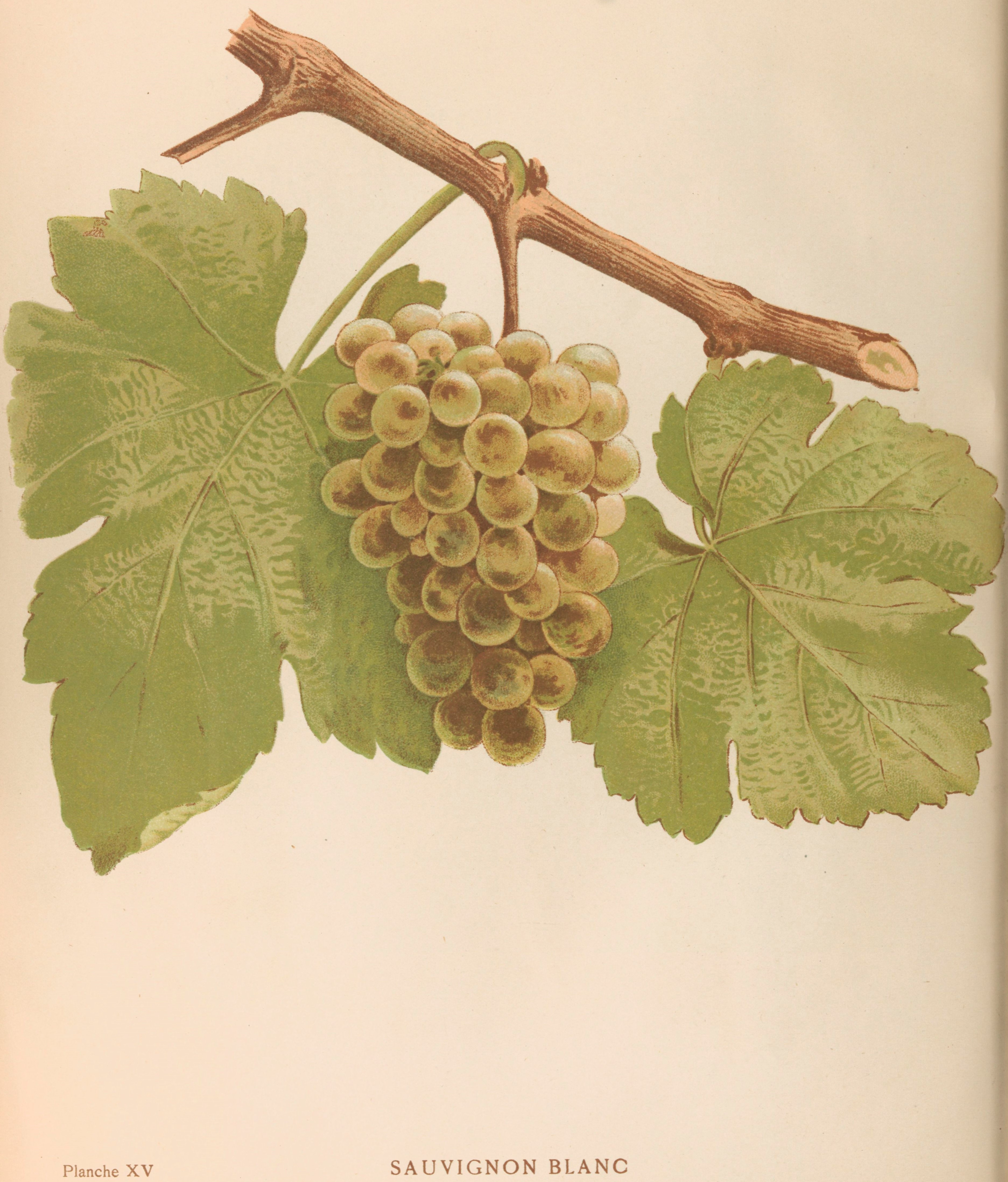
Grappe de Sauvignon.

Le sauvignon est connu depuis des siècles : il est formellement identifié dans le vignoble des Graves en 1736, et à Pouilly-sur-Loire en 1783.
Longtemps, ses inconvénients ont nui à sa culture : sensibilité au millerandage et à l'oïdium, difficulté à récolter (grappe sans pédoncule, collée au sarment), arômes spéciaux. Depuis les années 60, les progrès de la viticulture, l'usage de la vendange mécanique et un engouement pour les vins blancs secs aromatiques ont encouragé les plantations. À Bordeaux, il est en passe de ravir la première place au sémillon et dans le vignoble du Val de Loire, il progresse aussi. Cette fois-ci, ses arômes originaux ont prêché pour lui, il est très reconnaissable et intéressant en vin de pays.

### Aire géographique

#### En France

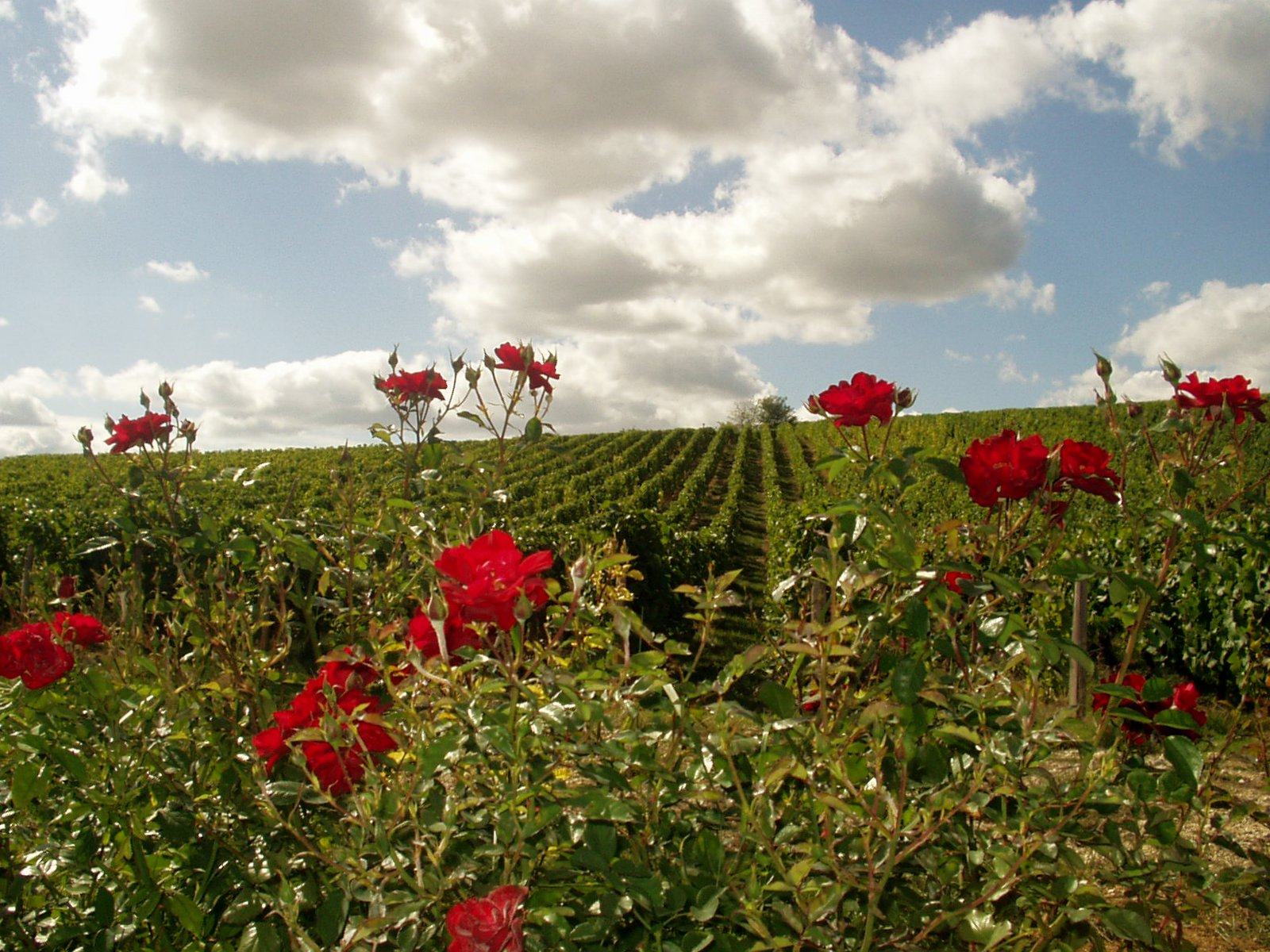
Vignoble de sauvignon B à Sancerre.

En France, la culture du sauvignon s'étend sur environ 14 000 hectares[Quand ?], dont 6 000 dans le Sud-Ouest (notamment dans le vignoble de Bordeaux), et autant dans la vallée de la Loire. Cette surface est actuellement en progression. Dans la vallée de la Loire, il donne des vins blancs secs très parfumés (sancerre, pouilly-fumé, menetou-salon, reuilly, quincy). Dans le Sauternais, lorsqu'il est associé au sémillon et à la muscadelle, le sauvignon permet l'obtention de vins blanc liquoreux. Il est également en progression constante en Languedoc pour la production de vin de cépage.
Le cépage est classé autorisé dans les appellations saint-bris (dans la Bourgogne), barsac, côtes-de-blaye, côtes-de-bordeaux, bordeaux sec, cadillac, cérons, côtes-de-bourg, crémant de Bordeaux, entre-Deux-mers, graves, graves-de-vayres, loupiac, pessac-léognan, premières-côtes-de-bordeaux, sainte-croix-du-mont et sauternes.
Dans le vignoble de la vallée de la Loire, le sauvignon fait partie de l’encépagement des appellations anjou, cheverny, coteaux-du-giennois, fiefs-vendéens, haut-poitou, menetou-salon, pouilly-fumé, quincy, reuilly, saint-pourçain, sancerre, saumur, touraine, touraine-mesland et valençay.
Dans le vignoble de Provence, le sauvignon est autorisé dans les bandol, cassis et des coteaux-d'aix-en-provence.
Dans le Sud-Ouest, le sauvignon fait partie de l’encépagement des appellations Bergerac, côtes-de-duras, buzet, côtes-du-marmandais, gaillac, pacherenc du Vic-Bilh, monbazillac, montravel, côtes-de-gascogne et saussignac.

#### En Italie
En Italie, le sauvignon est très répandu. Il est planté sur 3 750 ha en 2018 et classé recommandé dans 32 provinces d'Italie et autorisé dans 26 autres provinces.
En 1990, il couvrait 2 947 ha.
Il est classé cépage d'appoint en DOC Alghero, Bagnoli di Sopra, Bianco di Scandiano, Bolgheri, Carso, Castel del Monte, Colli Berici, Colli Bolognesi, Colli del Trasimeno, Colli dell'Etruria Centrale, Colli di Conegliano, Colli di Faenza, Colli di Parma, Colli di Scandiano e di Canossa, Colli Orientali del Friuli, Colli Piacentini, Colline Lucchesi, Collio Goriziano, Contea di Sclafani, Contessa Entellina, Delia Nivolelli, Friuli Annia, Friuli Aquileia, Friuli Grave, Friuli Isonzo, Friuli Latisana, Garda, Garda Colli Mantovani, Lison Pramaggiore, Vini del Molise, Oltrepó pavese, Sant'Antimo, Terlano et Trentino.

#### En Allemagne
Pour la viticulture allemande, ce cépage ne joue pas encore un rôle important en termes de quantité. Il occupait la 15e place dans les statistiques des cépages cultivés en Allemagne (2020) et la 8e place pour les cépages blancs. Il est planté sur 1 661 ha en 2020.

#### Sur les autres continents

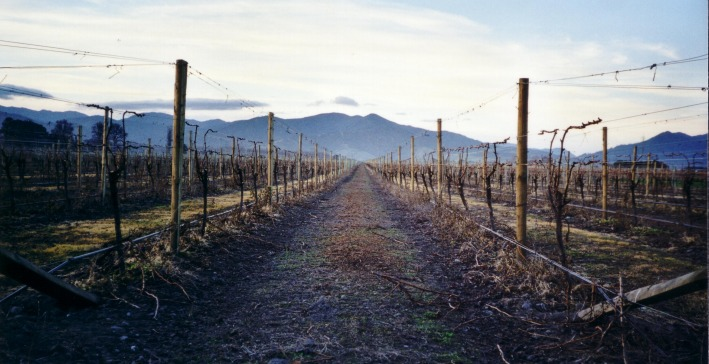
Vigne plantée de sauvignon à Marloborough près de Blenheim en Nouvelle-Zélande.

- Aux États-Unis, il est surtout présent en Californie, avec 5 400 ha en 1992[5].
- En Afrique du Sud, 3 550 ha[5].
- Au Chili, 3 500 ha[5].
- En Australie 978 ha en 1991[5].
- En Nouvelle-Zélande, 860 ha en 1994[5]. Le climat océanique qui y règne permet de produire de grands vins dont le prix n'a rien à envier à celui des crus classés de Graves. Par exemple, le domaine "cloudy bay" est vendu au prix de 25 euros la bouteille[7].

### Variabilité génétique

#### Clones
En matériel certifié, on compte 20 clones agréés. Les clones 297 et 316 sont les plus importants en termes qualitatifs.
Un seul clone de sauvignon gris est agréé, le 917 ; la sélection est récente et de nouveaux clones pourraient être mis à disposition dans les années à venir.
| Clone | Provenance   | Agrément | Productivité        | TAVP1          | Remarque |
| ----- | ------------ | -------- | ------------------- | -------------- | --- |
| 107   | Cher         | 1971     | Bonne               | moyen          | Vin dans le type du cépage                                                                                                |
| 108   | Gironde      | 1971     | moyenne             | moyen à faible | Vin aromatique manquant parfois de finesse                                                                                |
| 159   | Cher         | 1972     | moyenne             | moyen à fort   | Vin équilibré parfois un peu lourd, bois rouge                                                                            |
| 160   | Cher         | 1972     | forte               | faible         | Vin aromatique dans le type du cépage                                                                                     |
| 161   | Gironde      | 1972     | forte               | moyen          | Vin aromatique, acidité forte                                                                                             |
| 240   | Loir-et-Cher | 1973     | moyenne             | moyen          | |
| 241   | Loir-et-Cher | 1973     | moyenne             | moyen          | Vin léger, arômes parfois fugaces                                                                                         |
| 242   | Loir-et-Cher | 1973     | moyenne à forte     | moyen          | Vins aromatiques et équilibrés                                                                                            |
| 297   | Loir-et-Cher | 1973     | moyenne à forte     | moyen          | Vin équilibré dans le type du cépage                                                                                      |
| 316   | Gironde      | 1973     | moyenne             | moyen          | Vins secs aromatiques bien typés du cépage                                                                                |
| 317   | Gironde      | 1973     | moyenne             | moyen          | Bonne typicité en vins secs et liquoreux                                                                                  |
| 376   | Loir-et-Cher | 1975     | moyenne             | moyen          | Vin équilibré dans le type du cépage                                                                                      |
| 377   |              | 1975     | clone peu multiplié |                | |
| 378   | Loir-et-Cher | 1971     | forte               | moyen          | Vin manquant souvent de typicité                                                                                          |
| 379   |              | 1975     | clone peu multiplié |                | |
| 530   | Cher         | 1971     | moyenne à faible    | fort           | Vins secs aromatiques et amples, parfois un peu lourds                                                                    |
| 531   |              | 1976     | clone peu multiplié |                | |
| 619   |              | 1978     | clone peu multiplié |                | |
| 905   | Gironde      | 1987     | moyenne             | fort           | Bonne aptitude à la production de liquoreux                                                                               |
| 906   | Gironde      | 1987     | moyenne             | fort           | Bonne aptitude à la production de liquoreux                                                                               |
| 917   | Gironde      | 1987     |                     | très fort      | Richesse en sucre plus élevée que les sauvignons blanc. Bien adapté aux liquoreux, mais aussi très aromatique en vin sec. |

1 Taux d'alcool volumique probable
Un conservatoire du sauvignon blanc a été planté au domaine de Couhins (INRA Bordeaux) en 1993 (il comprend 90 familles) et un conservatoire de sauvignon gris a été planté par l'unité de recherche sur la vigne et le vin de Saumur (il regroupe 54 clones).
De nouvelles prospections ont eu lieu en Loir-et-Cher en 1999-2000, devant conduire à une nouvelle collection d'étude. Sur cette base, d'autres clones pourraient être homologués dans les années à venir.
L'INRA de Vassal (Hérault) comporte 429 clones de sauvignon.

#### Métis
L'arriloba B est un cépage issu du métissage du raffiat de Moncade B et du sauvignon B. Homologué en 1982, il a été sélectionné par l'INRA de Bordeaux.

### Synonymie
Le sauvignon est connu sous les noms de blanc doux, blanc fumé, douce blanche, feigentraube, fié, fumé blanc, gros sauvignon, libournais, Muskat-Sylvaner (ou Muskat-Silvaner), muskatani sivanec, punechon, puinéchou, punéchou, rouchelin, sarvonien, sauternes, sauvignon blanc, sauvignon fumé, sauvignon saune, sauvignon petit, savagnou, savignon, servonien, sovinjon, sovinon, surin, sylvaner musqué ou weisser sauvignon. Il existe un ancien cépage, la sauvignonasse, longtemps confondu avec le sauvignon.

## Caractères ampélographiques

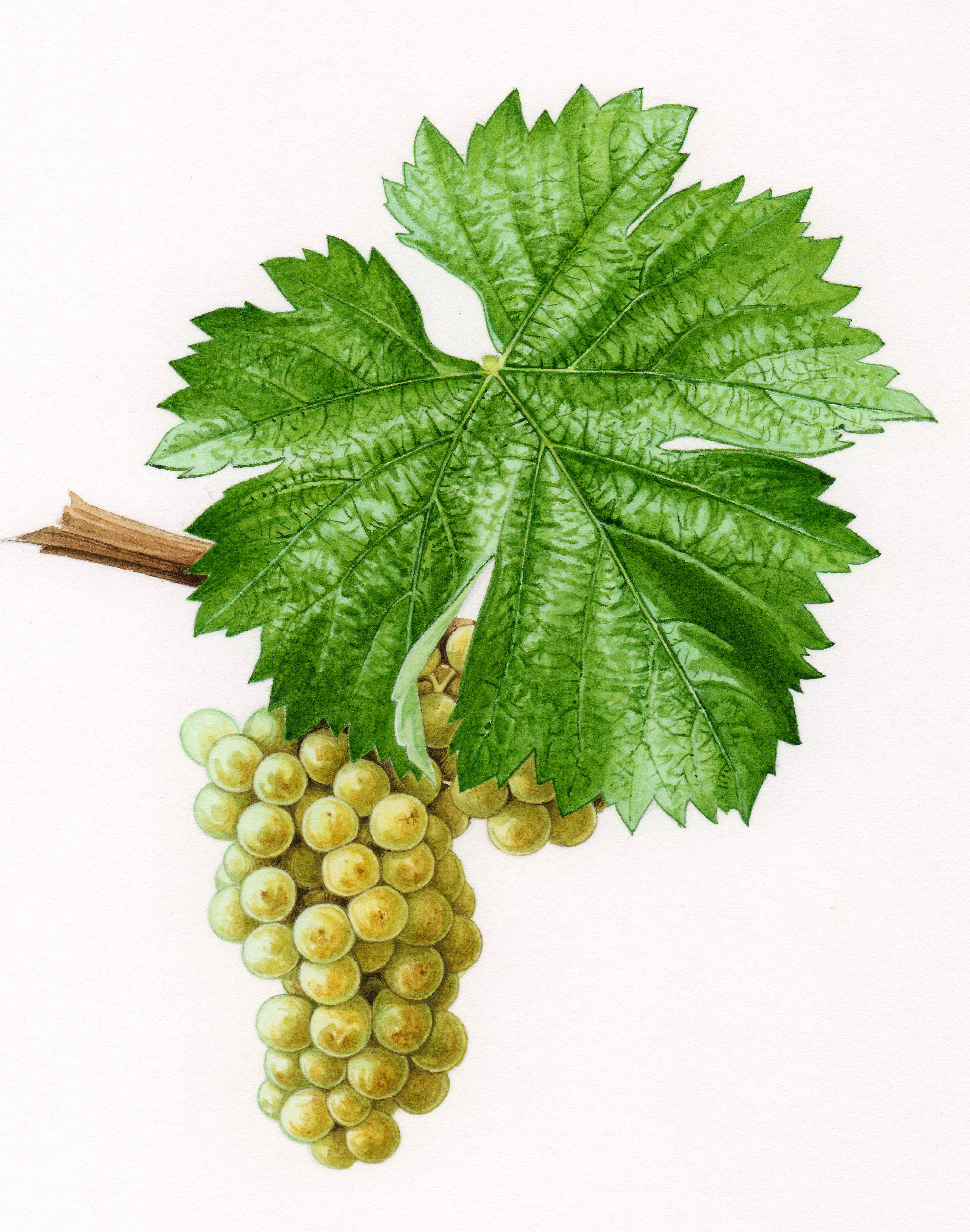
Grappe et feuille de sauvignon.

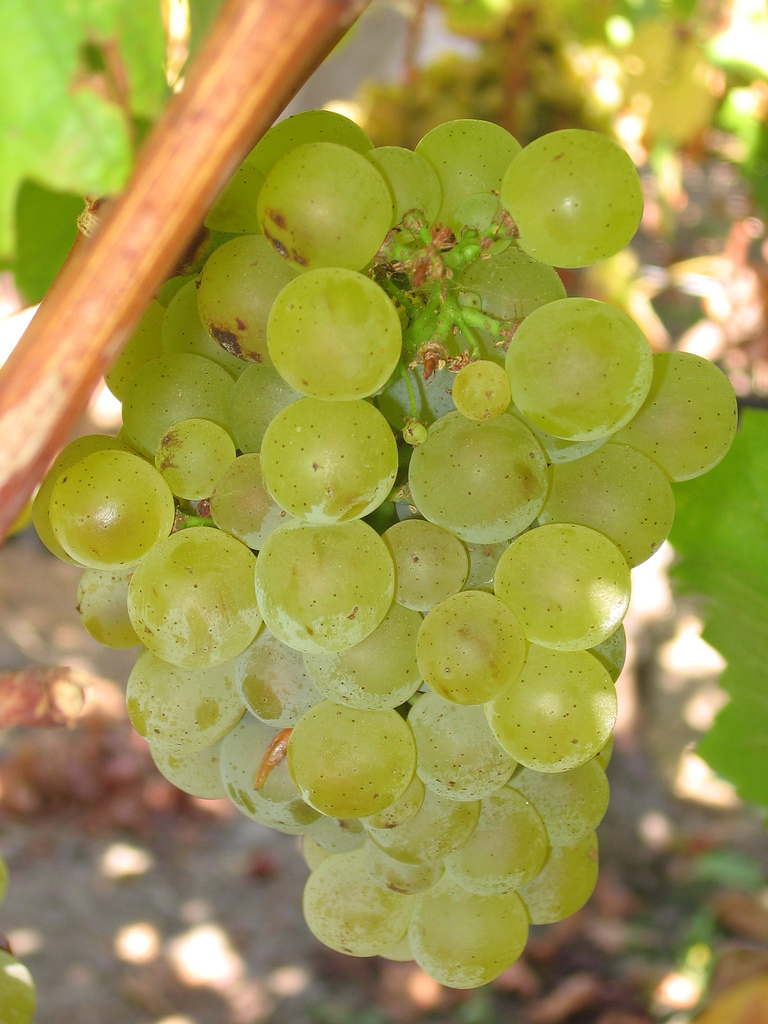
Grappe de sauvignon.

- L'extrémité du jeune rameau est cotonneuse, blanche à liseré carminé.
- Les jeunes feuilles sont duveteuses et jaunâtres.
- Les feuilles adultes, à 5 lobes avec des sinus latéraux étroits et à fonds aigus, ont un sinus pétiolaire en lyre plus ou moins ouverte, des dents ogivales, étroites et un limbe duveteux.
- Les grappes et les baies sont petites. La grappe est tronconique, parfois ailée et compacte. Les baies sont jaune doré avec des nuances vertes, sauf pour le sauvignon gris aux baies grises à roses.

## Aptitudes

### Culturales

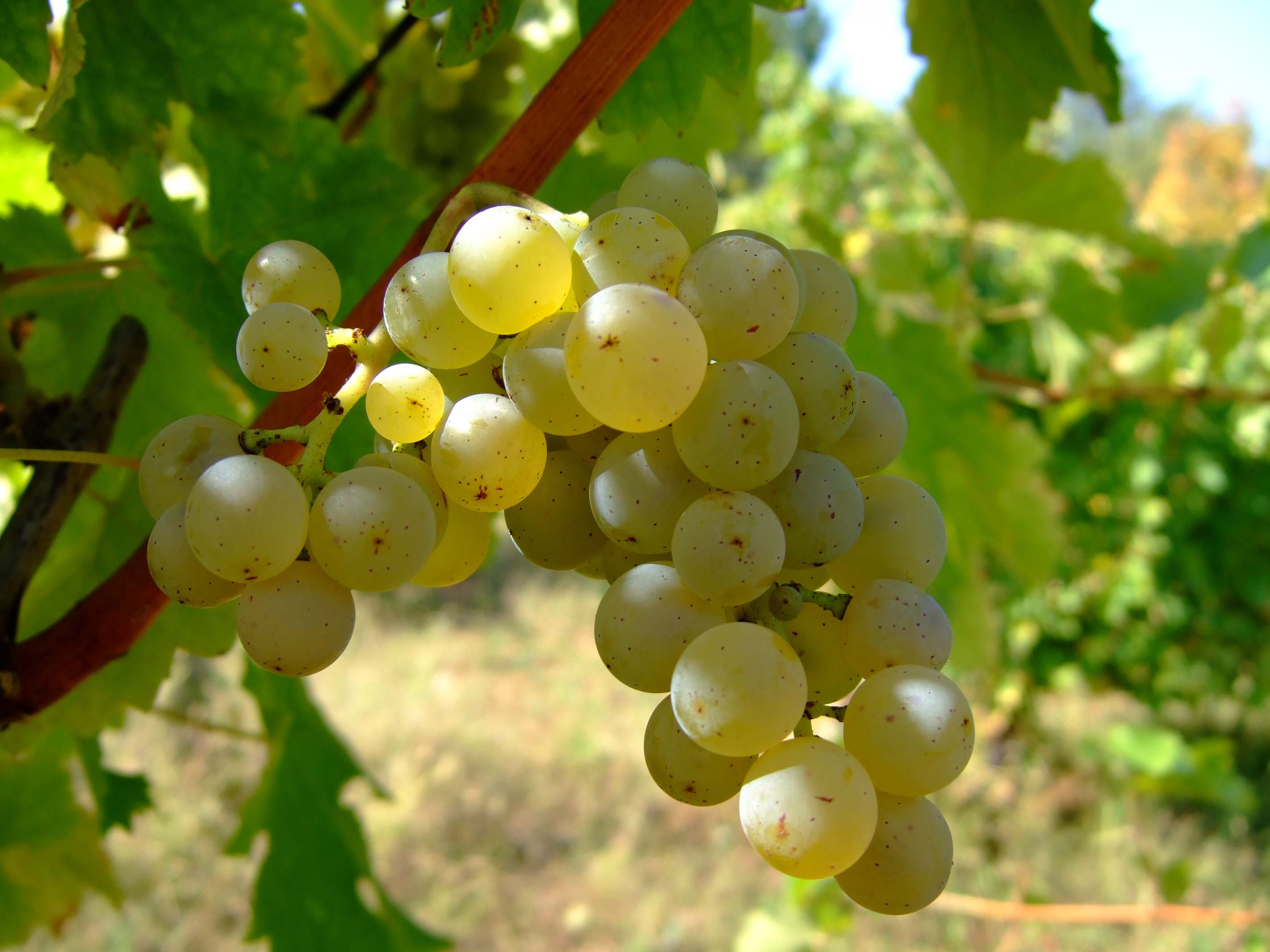
Grappe de sauvignon.

La maturité est de deuxième époque moyenne : 20 jours après le chasselas. C'est un cépage très vigoureux mais il est peu fertile. Il nécessite une conduite en taille longue. Sa vigueur exubérante a besoin d'être maîtrisé par un terrain peu fertile, un porte-greffe faible et en adaptant taille et épamprage à sa vigueur et la sensibilité des grappes à la pourriture grise.

### Sensibilité aux maladies
Outre la pourriture grise, ce cépage craint l'oïdium, le black-rot et les maladies du bois (eutypiose et esca). En revanche, il est moins sensible au mildiou. La sensibilité à la pourriture grise peut être mise à profit pour l'élaboration de liquoreux en zone climatique favorable à la pourriture noble.

### Potentiel technologique
Son moût est sucré avec une bonne acidité. Ce cépage est assez polyvalent : en concurrence avec le sémillon, il peut produire des vins liquoreux à condition de laisser se développer la pourriture noble et de limiter les rendements. Le sauvignon gris G possède une plus grande capacité d'accumulation des sucres, une acidité plus basse et des arômes plus corsés et plus lourds. Il convient particulièrement à l'élaboration de liquoreux.

## Nuances aromatiques

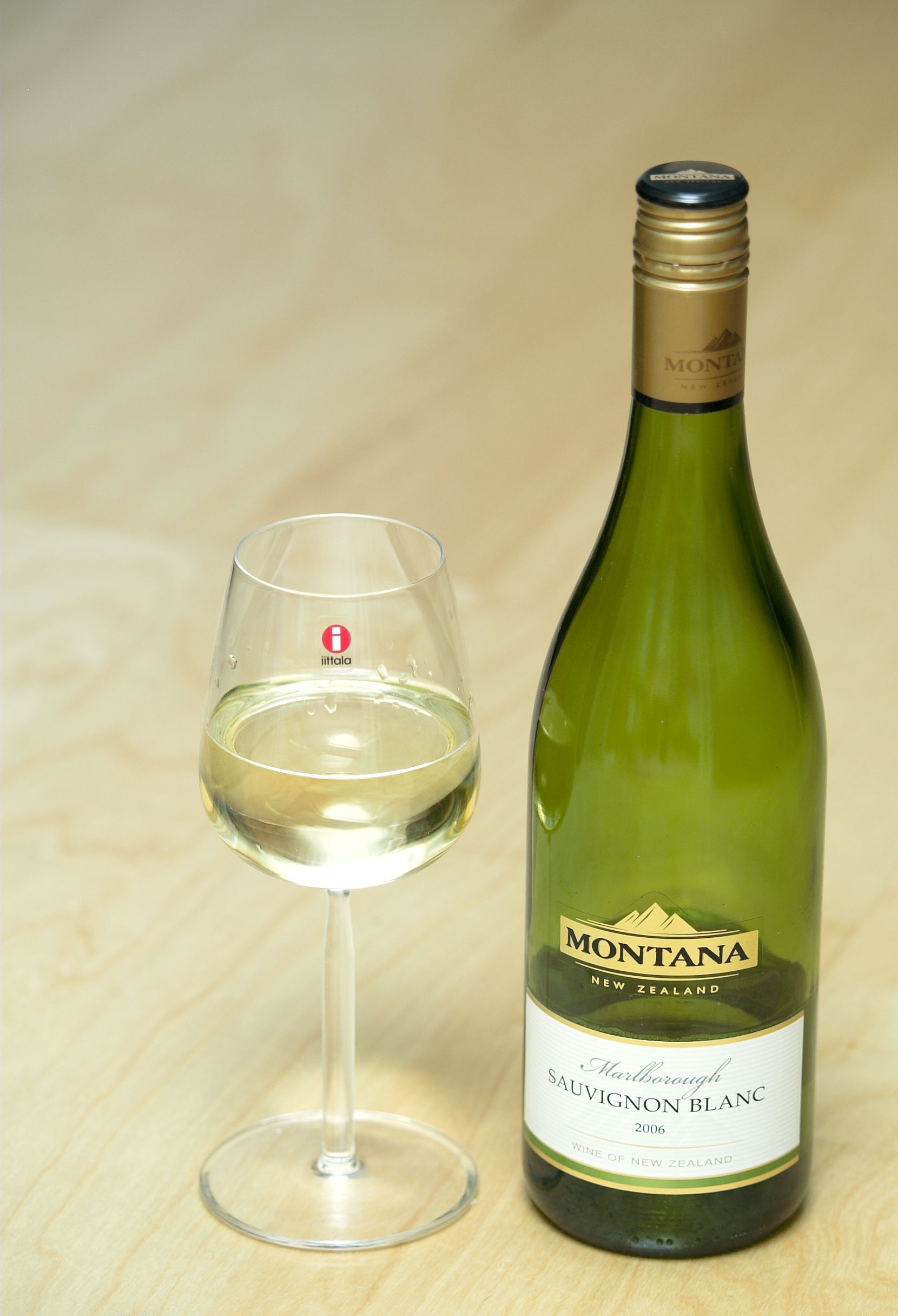
Sauvignon. Marlborough, Nouvelle-Zélande.

Les arômes typiques du sauvignon sont décrits par le buis, le bourgeon de cassis, ou le pipi de chat selon le vocabulaire et les perceptions. On trouve aussi les agrumes (pamplemousse citron), les fruits blancs (pèche, poire), les fruits secs (noisette, amande), les arômes minéraux (pierre à fusil, poudre) sur certains terroirs et les arômes dus à la pourriture noble : miel, fruits confits...
C'est en 1995 que la nature chimique des principaux composés responsables de l'arôme caractéristique de ces vins a été identifiée. La découverte de la 4-méthyl-4-sulfanylpentan-2-one (4MSP), à forte odeur de buis et de genêt, par Darriet et al., ouvrit la voie à l'identification d'autres arômes de même nature chimique. La mise en place d'une méthode de purification spécifique de ces composés a permis, dans un premier temps, d'identifier et de quantifier d'autres composés : L'acétate de 3-sulfanylhexanol (A3SH) dont l'odeur évoque également le buis, le 4-méthyl-4sulfanylpentan-2-ol (4MSPOH) et le 3-sulfanylhexan-1-ol (3SH) aux nuances plus fruitées de pamplemousse ou fruit de la passion.
Ces arômes, sous forme de trace dans le moût apparaissent dans les vins au cours de la fermentation alcoolique. C'est sous l'action de la levure (Saccharomyces cerevisiae) que les thiols volatils sont libérés à partir de précurseurs non volatils du raisin dont les structures ont été identifiées à des S-conjugués à la cystéine (Tominaga et al., 1998). La 4MSP, le 4MSPOH et le 3SH sont ainsi libérés, respectivement, à partir de la S-4-(4-méthylpentan-2-one)-L-cystéine (P-4MSP), de la S-4-(4-méthylpentan-2-ol)-L-cystéine (P-4MSPOH) et de la S-3-(hexan-1-ol)-L-cystéine (P-3SH).
Le taux de transformation des précurseurs cystéinylés en thiols volatils au cours de la fermentation alcoolique est très faible. Seulement 2 à 5 % des précurseurs présents dans les moûts sont transformés en thiols volatils par les levures. De plus, ce taux de transformation est fortement dépendant de l'espèce ou de la souche de levure utilisée. La levure est donc en grande partie responsable des teneurs en thiols volatils retrouvées dans les vins.
Enfin, la présence d'un S-3-(hexan-1-ol)-glutathion a été mise en évidence. L'identification de ce composé, qui peut être considéré comme un proprécurseur, laisse supposer que le S-3-(hexan-1-ol)-L-cystéine provient du catabolisme du S-3-(hexan-1-ol)-glutathion.